# Parafia św. Andrzeja Boboli w Bielsku-Białej
Parafia pw. Świętego Andrzeja Boboli w Bielsku-Białej – parafia rzymskokatolicka znajdująca się w Bielsku-Białej, w dzielnicy Olszówka.
Należy do Dekanatu Bielsko-Biała II – Stare Bielsko diecezji bielsko-żywieckiej.
Erygowana w 1996. Jest prowadzona przez księży Pallotynów.